# Осада Гибралтара (1316)
Осада Гибралтара (исп. Sitio de Gibraltar) — неудачная попытка войск Сеуты и Гранадского эмирата отбить в 1316 году Гибралтар, захваченный Фердинандом IV Кастильским в 1309 году.

## Предыстория
Осада была частью более широкой войны, в ходе которой Кастилия вторглась в Гранаду под предлогом помощи своему вассалу Насру, бывшему эмиру Гранады, который был свергнут своим племянником Исмаилом I в 1314 году. В ответ на вторжение мавры во главе с Яхьей ибн Аби Талиб аль-Азафи, губернатор Сеуты в союзе с Гранадой, осадили Гибралтар и сумели войти в некоторые из его пригородов. Инфант Педро, регент кастильского короля Альфонсо XI, возглавил объединенные сухопутные и военно-морские силы, чтобы освободить город, побудив осаждающих отказаться от осады. Война между Гранадой и Кастилией будет продолжаться еще несколько лет, прерываясь перемириями, хотя угроза кастильского вторжения закончилась в 1319 году в битве при Вега-Гранада, что привело к разгрому кастильских войск и гибели Педро и другого регента Хуана.
В 1309 году войска Фердинанда IV Кастильского завоевали Гибралтар у Гранадского эмирата в рамках более широкой войны между Гранадой и союзом Кастилии, Арагона и Маринидского султаната в Марокко. Городская мечеть была преобразована в церковь, и 1125 её жителей уехали в Северную Африку, чтобы не жить под христианским правлением. Фердинанд и Наср ибн Мухаммад подписали мирный договор в мае 1310 года, по которому гранадский султан согласился стать вассалом Кастилии. Наср ибн Мухаммад продлил вассальное соглашение в августе 1312 года, незадолго до смерти Фердинанда в том же месяце. Годовалый сын Фердинанда Альфонсо XI стал королем, а кастильское правительство контролировалось инфантом Педро в качестве регента, в то время как в Гранаде правление Насра столкнулось с восстанием его племянника Исмаила. Наср обратился к Педро за помощью, но она не подоспела. В феврале 1314 года Исмаил I ибн Фарадж сверг своего дядю, которому было позволено покинуть столицу Гранаду и править в качестве губернатора в Гуадиксе. В Гуадиксе Наср ибн Мухаммад продолжал претендовать на трон, называл себя «королем Гуадикса» и заручился поддержкой Кастилии. Инфант Педро согласился встретиться с Насром и помочь ему, но отдельно он также сказал королю Хайме II Арагонскому, что намеревается завоевать Гранаду для себя и отдаст одну шестую ее часть Арагону в обмен на помощь.
После своего вступления на престол Исмаил привел свои приграничные регионы в состояние боевой готовности, чтобы ожидать кастильской интервенции в пользу Насра, и объявил джихад в 1315 году. Весной 1316 года Кастилия подготовила свои силы для вторжения. Инфант Педро при поддержке Насра разбил гранадские силы под командованием Усмана ибн Аби аль-Ула возле Аликуна, а затем совершите набег вглубь Гранады, чтобы разграбить и уничтожить богатые сельскохозяйственные угодья эмирата.

## Ход осады
В ответ на кастильское вторжение Исмаил подготовил осаду Гибралтара. В 1316 году он заключил союз с лидерами Азафидов города Сеута в Северной Африке, в то время как маринидский султан Абу Саид Усман II отказался помочь. В первые месяцы 1316 года войска во главе с губернатором Сеуты Яхьей ибн Аби Талибом аль-Азафи, чья военная репутация была хорошо известна, пересекли пролив, разгромили кастильский флот и осадили Гибралтар. Когда известие об осаде достигло инфанта Педро Кастильского, который отдыхал со своим войском в Кордове, он оставил свое войско и отправился в Севилье организовать военно-морские и сухопутные силы для снятия блокады Насридов-Азафидов. Он послал кастильский флот вокруг мыса Трафальгар и в Гибралтарский залив, а сам двинулся по суше. Осаждающие уже были в позиции, когда кастильская армия и флот приблизились. Они провели свои самые сильные атаки с южного фланга и сумели войти в пригород Гибралтара. Осада, казалось, закончилась, потому что осаждающие отступили, увидев силы помощи. Педро расплатился и распустил спасательный отряд, предоставив своим солдатам большие выплаты.— грубо говоря, двойное жалованье — и вернулся к своей армии в Кордову, чтобы продолжить наступление на Гранаду.

## Результаты
В конце лета 1316 года инфант Педро и Исмаил договорились о перемирии до 31 марта 1317 года. Педро снова вторгся в Гранаду в 1317 году, что закончилось еще одним перемирием, и в том же году добился буллы крестового похода в 1317 году от папы римского Иоанна XXII, который также санкционировал использование средств, взимаемых церковью для поддержки войны. Война возобновилась весной 1318 года, и к сентябрю Исмаил и Педро договорились о другом перемирии. Несмотря на предлог помощи Насру, намерением Петра в этот момент, вероятно, было полное завоевание Гранады, и он заявил: «Я не был бы сыном короля дона Санчо, если бы через несколько лет, если Бог даст мне жизни, я не добился того, чтобы дом Гранады был возвращен испанской короне». Кастильская угроза Гранаде закончилась в битве при Веге Гранады в июне 1319 года, во время которой гранадские войска под командованием Усмана ибн аль-Улы разгромили кастильские войска, что привело к гибели регента Педро и принца Хуана, которые ранее стать соправителем.